# Семенихин, Денис Владимирович
Денис Владимирович Семенихин (род. 3 июля 1971) — российский телеведущий, видеоблогер, работающий в направлении фитнеса, автор двух книг о фитнесе и одной о философии (социальное исследование). Наиболее известен благодаря реалити-шоу «Взвешенные люди» на телеканале СТС и популярным видеоблогам в YouTube о тренировках и питании.

## Биография
Денис Семенихин родился в Москве. Его дедом был академик В. С. Семенихин. Учился в Москве в специализированной школе 123 с углубленным изучением английского языка. С 7 класса посещал Школу юного экономиста при МГУ. В 1988 году поступил в Государственную Финансовую Академию (ныне Государственный финансовый университет при правительстве Российской Федерации) на факультет Международные экономические отношения, где в числе прочих предметов начал изучать французский язык. Окончил обучение в 1993 году. В 21 год уехал в США, где с 1992 по 1995 год работал в сети клубов World Gym в Калифорнии American College of Sports Medicine, ACSM.
Вернувшись в Россию, Семенихин в 1996 году стал менеджером в сети фитнес-клубов Gold’s Gym.
С 1998 по 2002 год работал фитнес-редактором в журнале Men’s Health и вел собственную авторскую рубрику.
В 2001 году стал президентом клуба Olympic Star на Рублевке (АФК «Система»).
В 2003 года стал первым и единственным российским управленцем в фитнес-индустрии, номинированным на международную награду «Фитнес-управленец года» Всемирной организацией  IDEA Health & Fitness.
С 2004 по 2007 год был управляющим директором сети спортивных клубов Reebok и MaxiSport. 9 клубов этой сети были приобретены в 2007 году сетью фитнес-клубов World Class. C 2005 года начал работать телеведущим. В 2005 и 2006 проходил обучение в актёрской мастерской Владимира Конкина.
В 2007 году опубликовал свою первую книгу «Фитнес — это легко!» в издательстве «Оазис-Дизайн».
В 2011 году опубликовал книгу «Фитнес. Гид по жизни» (ИД «СК-С»), «свод основных правил, рекомендуемых для построения и поддержания идеальной физической формы». В этом же году совместно с Владимиром Епифанцевым снялся в короткометражном любительском фильме S.T.A.L.K.E.R. (по Вселенной компьютерной игры S.T.A.L.K.E.R.) в роли «Стрелка».
В 2012 году запустил видеоблог о тренировках на YouTube, который набрал 1 миллион подписчиков к июню 2022.
В 2013 году запустил видеоблог о питании (750 тысяч подписчиков к июню 2022.).
В 2016 году получил ТЭФИ за проект «Взвешенные люди» в номинации «Реалити-шоу».
С 2017 года является создателем и ведущим онлайн-проекта по радикальному улучшению своей формы за кратчайшее время «Супертело».
В 2018 году стал амбассадором спортивного бренда Under Armour.
В 2019—2020 годах сыграл главную роль в художественном фильме «Бодибилдер». Фильм вышел на экраны в апреле 2022 года.
В июле 2020 года стал официальным амбассадором часового бренда Panerai в России.
С января 2022 года Денис Семенихин занимался продюсированием российско-сербской комедии-драмы «Тут все свои». Съемки фильма начались в мае 2022 года в Красной Поляне при поддержке и содействии курорта Роза Хутор. Съемки продолжились в Белграде (Сербия) в сентябре 2022 года. Постпродакшн начался в октябре 2022 и был закончен в июле 2023. Фильм принял участие в кинофестивалях в Выборге и Казани.
Фильм вышел в широкий прокат на экраны России 28.09.23. Прокат в Сербии запланирован на ноябрь 2023.

### Семья
Отец Семенихин Владимир Владимирович, родился в 1947 г.
Дед Владимир Семенихин (1918—1990), академик Академии наук СССР, доктор технических наук, профессор, конструктор автоматизированных систем управления, Герой Социалистического Труда, лауреат Ленинской и двух Государственных премий СССР.
Дядя Сергей Семенихин (1944—2019), доктор технических наук, доцент, разработчик операционных систем для серии суперЭВМ «Эльбрус».
С 2012 по 2014 годы был женат на Виктории Юшкевич (телеведущая, YouTube-блогер).
В 2025 году родилась дочь.

## Фильмы
- 2011 — «S.T.A.L.K.E.R.» — короткометражный любительский фильм по Вселенной компьютерной игры S.T.A.L.K.E.R. в роли «Стрелка»[19].
- 2021 — «Бодибилдер»[22]. Фильм вышел на 380 экранах страны в апреле 2022 года.
- 2023 — «Тут все свои»[23]
- 2025 — «Список Грехов».

## Телевизионные проекты
С 2005 по 2007 год вел ежедневную утреннюю рубрику о фитнесе в прямом эфире телеканала «Домашний» (СТС Медиа);
2008 — ведущий программы «Феномен» на телеканале «Россия»;
2008 — ведущий программы «Тело в дело» на канале «Звезда»;
2008 — ведущий передачи «Про регби» на канале «ТВ Центр»;
2009 — ведущий турниров по боям без правил «Fight FORCE» на «РЕН ТВ»;
2010 — ведущий передачи «Я могу!» на телеканале «Россия-2»;
2010—2013 — ведущий рубрики «Уроки спорта» в передаче «Всё включено» на телеканале «Россия-2»;
2015—2017 — эксперт и тренер в программе «Взвешенные люди» на СТС (официальная российская франшиза шоу  «The Biggest Loser», США).

## Хобби
Увлекается катанием на досках (сноуборд, лонгборд, пэдл-серфинг), имеет разряд КМС по горным лыжам. Тренировался с 9 до 15 лет в спортивном обществе «Спартак» на Воробьёвых Горах.

## Книги
- Семенихин Д. Фитнес - это легко! — М.: Оазис-дизайн, 2007. — 248 с. — ISBN 978-5-91343-001-4.
- Семенихин Д. Фитнес. Гид по жизни. — М.: ИД СК-С, 2013. — 288 с. — ISBN 978-5-904255-26-8.
- Семенихин Д. 7 вопросов человечеству / Ред: К.Секачевой. — АСТ, 2019. — 432 с. — ISBN 978-5-17-113128-9.